# Ulugʻbek Rashitov
Ulugʻbek Ismatullayevich Rashitov (usbekisch-kyrillisch Улуғбек Исматуллаевич Рашитов; * 23. März 2002) ist ein usbekischer Taekwondoin. Er startet in der Gewichtsklasse bis 68 Kilogramm.

## Erfolge
Ulugʻbek Rashitov war bereits bei den Junioren sehr erfolgreich. 2017 und 2019 wurde er Asienmeister, bei Weltmeisterschaften belegte er einmal den dritten Platz. Bei den Olympischen Jugend-Sommerspielen 2018 in Buenos Aires gewann er in der Gewichtsklasse bis 48 Kilogramm die Silbermedaille. Ein Jahr darauf sicherte er sich bei den Militärweltspielen 2019 in Wuhan Gold.
2021 gewann Rashitov das asiatische Qualifikationsturnier für die im selben Jahr stattfindenden Olympischen Spiele 2020 in Tokio. Bei den Spielen selbst erreichte er in seiner Konkurrenz nach vier Siegen das Finale, dabei besiegte er im Achtelfinale den topgesetzten Südkoreaner Lee Dae-hoon. Im Finalkampf setzte er sich gegen den Briten Bradly Sinden mit 34:29 durch und wurde Olympiasieger. Er wurde damit Usbekistans erster olympischer Medaillengewinner im Taekwondo. Bei den 2023 ausgetragenen Asienspielen 2022 in Hangzhou sicherte er sich in seiner Gewichtsklasse eine weitere Goldmedaille. Auch bei den Olympischen Spielen 2024 in Paris blieb Rashitov ungeschlagen und wiederholte damit den Olympiasieg.